# خوسيه ميزا
خوسيه ميزا (بالإسبانية: José Alí Meza)‏ هو لاعب كرة قدم فنزويلي في مركز الهجوم، ولد في 17 أبريل 1991 في سيوداد بوليفار في فنزويلا. لعب مع ديبورتيفو تاشيرا.

## وصلات خارجية
- خوسيه ميزا على موقع قاعدة بيانات كرة القدم.إي يو (الإنجليزية)
- خوسيه ميزا على موقع Soccerway.com (الإنجليزية)
- خوسيه ميزا على موقع AS.com (الإسبانية)